# Tidsdelning
Tidsdelning (engelska time sharing) för operativsystem på datorer handlar om att ge intryck till användarna att de var och en har datorn för sig själva genom att dela upp bearbetningstid mellan användarna. Av en sekund behöver ofta enbart några milli- eller mikrosekunder tillbringas på en enstaka användare, resten av sekunden kan spridas ut på resterande användare.
Time sharing kallas på svenska ibland tidsdelning men det är det det engelska uttrycket som verkar vara det etablerade begreppet. (Den här sortens artikel kommer nödtvunget balansera mellan engelska, svenska och delvis "svengelska" uttryck.)
Så gott som alla vanligt förekommande operativsystem idag är av typen time sharing, detta inkluderar operativsystem som är Windows- eller Unixbaserade (därmed täcks Windows, Windows Phone, Linux, Android, MacOS X med flera) av de moderna och VMS, Multics med flera av de historiska. Undantag för dessa är några så kallad batch-orienterade system och inbyggda system (embedded systems) i exempelvis tvättmaskiner.
Många time sharing-operativsystem är byggda enligt principen preemptive men en del äldre enligt principen collaborative. Skillnaden är att vid de samarbetande måste varje process (eller motsvarande) vara en snäll granne som överlämnar kontrollen till sina grannar så fort det är lämpligt. Detta kräver att alla är snälla och skickliga grannar i samverkan, så fort någon process är elak (tar all processortid för sig själv) eller klantig (råkar glömma av misstag att överlämna) uppträder problem. För preemptive gäller istället att operativsystemet tvingar till sig kontrollen med jämna mellanrum och därmed kan hindra elak eller klantig process från att stjäla alla resurser.